# Verrey-sous-Drée
Verrey-sous-Drée település Franciaországban, Côte-d’Or megyében. Lakosainak száma 96 fő (2022. január 1.). Verrey-sous-Drée Saint-Hélier, Drée, Bussy-la-Pesle, Chevannay és Saint-Mesmin községekkel határos.

## Népesség
A település népessége az elmúlt években az alábbi módon változott:
| Lakosok száma | 47   | 55   | 66   | 46   | 67   | 69   | 74   | 81   | 84   | 96   |
|               | 1968 | 1982 | 1990 | 2006 | 2013 | 2015 | 2017 | 2019 | 2020 | 2022 |